# Tsípuro
El tsípuro (en grec: τσίπουρο) és una beguda destil·lada, més precisament un brandi de brisa, de Grècia en particular Tessàlia (Tsipouro Tyrnavou), Epir, Macedònia, Mani i Creta, on el mateix licor amb una aroma més forta es diu tsikoudia. El tsípuro té un alt grau alcohòlic (45%) i es fa de la brisa (el residu del premsat del vi). Segons la tradició els primers a fer aquesta beguda van ser els monjos al segle xiv al monestir del mont Atos.
El 2006 el tsípuro va ser reconegut com a producte amb Denominació d'Origen Protegida (DOP).
També hi ha tsípuro amb gust d'anís, produït especialment a Macedònia i Tessàlia. El tsípuro i l'ouzo amb gust d'anís tenen un gust gairebé idèntic, però varien enormement en el seu mètode d'elaboració. L'alcohol que s'utilitza per produir ouzo és alcohol rectificat al 96% ABV (alcohol etílic d'origen agrícola) i, per tant, no conserva els sabors dels productes destil·lats primaris, mentre que el menor grau de destil·lació del tsípouro li permet retenir l'aroma de l'orujo.